# Hossain Mohammad Ershad
Hossain Mohammad Ershad (ur. 1 lutego 1930 w Dinhata, zm. 14 lipca 2019 w Dhace) – bengalski generał i polityk.
Od 1952 w armii Pakistanu. W 1971 wziął udział w walkach o niepodległość Bangladeszu (nazywanego Pakistanem Wschodnim). W 1978 otrzymał stanowisko szefa sztabu generalnego sił zbrojnych. W marcu 1982 dokonał bezkrwawego przewrotu wojskowego, zostając głównym administratorem stanu wojennego. Następnie objął urząd premiera (1982–1983) i prezydenta (1983–1990, w 1986 wybrano go w wyborach powszechnych). Od 1986 przewodniczył Partii Narodowej, w kilku resortach sprawował urząd ministra. Nawoływał do południowoazjatyckiej współpracy regionalnej. Po rezygnacji, którą złożył naciskany przez społeczeństwo, został skazany na dziesięć lat więzienia za nielegalne posiadanie broni (był więziony w latach 1990–1997 i 2000–2001).